# Peter Wessels
| Estadísticas de Peter Wessels | Estadísticas de Peter Wessels |
| ----------------------------- | ----------------------------- |
| Origen:                       | Zwolle, Países Bajos          |
| Fecha de nacimiento:          | 7 de mayo de 1978             |
| Altura:                       | 1.95 m                        |
| Peso:                         | 85 kg                         |
| Juego:                        | Diestro                       |
| Profesional desde:            | 1996                          |
| Retiro:                       |                               |
| Mejor Ranking ATP en Singles: | 72º                           |

Peter Wessels es un jugador profesional de tenis nacido el 7 de mayo de 1978 en Zwolle, Países Bajos. 
En su carrera consiguió un título ATP, en Newport el año 2000.

## Títulos (1;0+1)

### Individuales (1)
| Leyenda                |
| Grand Slam (0)         |
| Tennis Masters Cup (0) |
| ATP Masters Series (0) |
| ATP Tour (1)           |

| N.º | Fecha               | Torneo  | Superficie | Oponente en la final | Resultado  |
| --- | ------------------- | ------- | ---------- | -------------------- | ---------- |
| 1.  | 10 de julio de 2000 | Newport | Césped     | Jens Knippschild     | 7-6(3) 6-3 |

### Finalista en individuales (1)
- 2007: s´Hertogenbosch (pierde ante Ivan Ljubičić)